# Alysia
Alysia är ett släkte av steklar som beskrevs av Pierre André Latreille 1804. Alysia ingår i familjen bracksteklar.

## Bildgalleri

## Dottertaxa tillAlysia, i alfabetisk ordning[1][2]
- Alysia aino
- Alysia alkonost
- Alysia alticola
- Alysia arcans
- Alysia atra
- Alysia auca
- Alysia austroussurica
- Alysia avatsha
- Alysia betela
- Alysia bilobata
- Alysia brachycera
- Alysia brachyura
- Alysia brevissima
- Alysia cayennensis
- Alysia cingulata
- Alysia cordylurae
- Alysia coxalis
- Alysia curata
- Alysia divergens
- Alysia elongata
- Alysia exigua
- Alysia fossulata
- Alysia frigida
- Alysia fuscipennis
- Alysia gamaiun
- Alysia glabra
- Alysia haplura
- Alysia heterocera
- Alysia incongrua
- Alysia intermedia
- Alysia kokujevi
- Alysia latifrons
- Alysia lel
- Alysia lesavka
- Alysia longifrons
- Alysia lucens
- Alysia lucia
- Alysia lucicola
- Alysia luciella
- Alysia luteostigma
- Alysia macrops
- Alysia macrostigma
- Alysia mandibulator
- Alysia manducator
- Alysia masneri
- Alysia meridiana
- Alysia mexicana
- Alysia micans
- Alysia mimica
- Alysia mogol
- Alysia mokosh
- Alysia montana
- Alysia nemiza
- Alysia nigritarsis
- Alysia nitidulator
- Alysia nudinotum
- Alysia obasa
- Alysia pestovensis
- Alysia petrina
- Alysia phanerognatha
- Alysia picta
- Alysia postfurcata
- Alysia proia
- Alysia provancheri
- Alysia pusilla
- Alysia pyrenaea
- Alysia rudis
- Alysia rufidens
- Alysia ruskii
- Alysia ryzhik
- Alysia salebrosa
- Alysia shangrila
- Alysia similis
- Alysia sirin
- Alysia sophia
- Alysia subaperta
- Alysia subproia
- Alysia subtilis
- Alysia thapsina
- Alysia tipulae
- Alysia triangulator
- Alysia truncator
- Alysia tubulata
- Alysia umbrata
- Alysia urcans
- Alysia verrucosa
- Alysia vespertina
- Alysia villosa
- Alysia vladik
- Alysia zaykovi